# A Book of Human Language
A Book of Human Language è il secondo album del rapper statunitense Aceyalone, pubblicato nel 1998.
Per la rivista britannica Fact è uno dei migliori album indie hip hop di sempre.
| Recensione | Giudizio   |
| ---------- | ---------- |
| AllMusic   | [ 1 ]      |
| RapReviews | [ 3 ]      |
| Vibe       | favorevole |

## Tracce
Musiche di Mumbles. Co-produzione: Aceyalone.
1. Forward – 2:25
2. The Guidelines – 4:47
3. Contents – 0:54
4. The Balance – 5:07
5. The Energy – 1:39
6. The Hurt – 4:33
7. The Hold – 3:40
8. The Walls & Windows – 5:42
9. The Jabberwocky – 1:52
10. The Grandfather Clock – 4:57
11. The Reason – 1:21
12. The March – 2:04
13. The Vision – 1:26
14. The Faces – 4:16
15. The Hunt Prelude – 1:19
16. The Hunt – 4:42
17. The Catch – 1:25
18. The Thief in the Night – 6:45
19. Human Language – 7:47
20. Afterward – 2:06